# Pfarrkirche Ligist

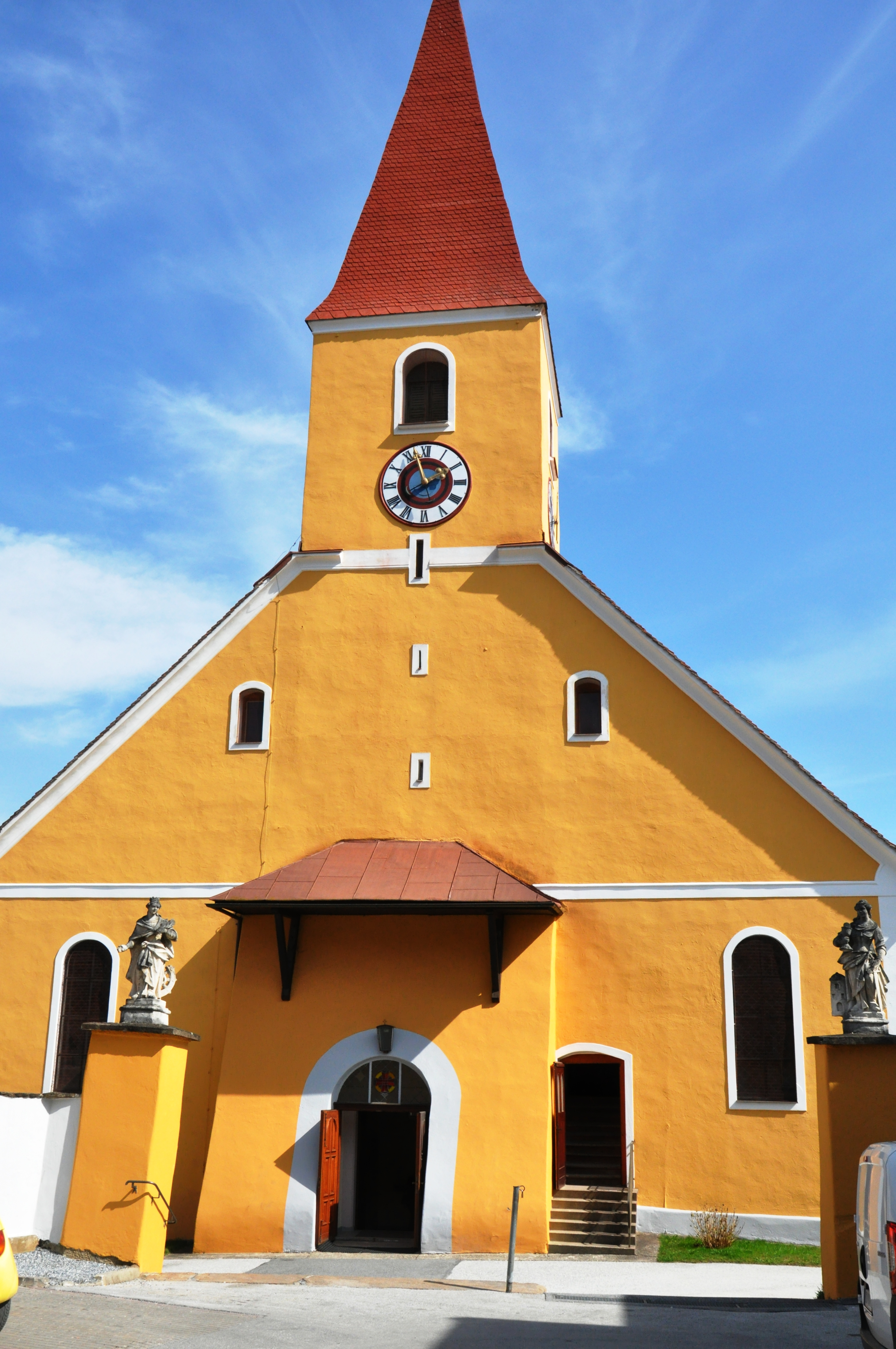
Pfarrkirche Ligist von Westen, März 2012

Die Kirche hl. Katharina ist die römisch-katholische Pfarrkirche der Marktgemeinde Ligist in der Steiermark. Ihre Geschichte führt bis in die zweite Hälfte des 13. Jahrhunderts zurück. In ihr sowie in der 1861 errichteten Gruft wurden zahlreiche Angehörige der Adelsfamilie Saurau begraben.

## Geschichte
Die Kirche wurde 1273 erbaut und Ligist wurde im Jahr 1359 erstmals urkundlich als eigenständige Pfarre erwähnt. Im Jahr 1473 wurde ein Ausbau der Kirche geweiht. Bis in das Jahr 1786 war die Pfarre und damit auch die Kirche dem Stift St. Lambrecht inkorporiert. Der Kirchenbau wurde 1877 zu seiner heutigen Form ausgebaut. In den Jahren 1925 bis 1929 sowie 1973 fanden Restaurierungsarbeiten statt.

## Beschreibung

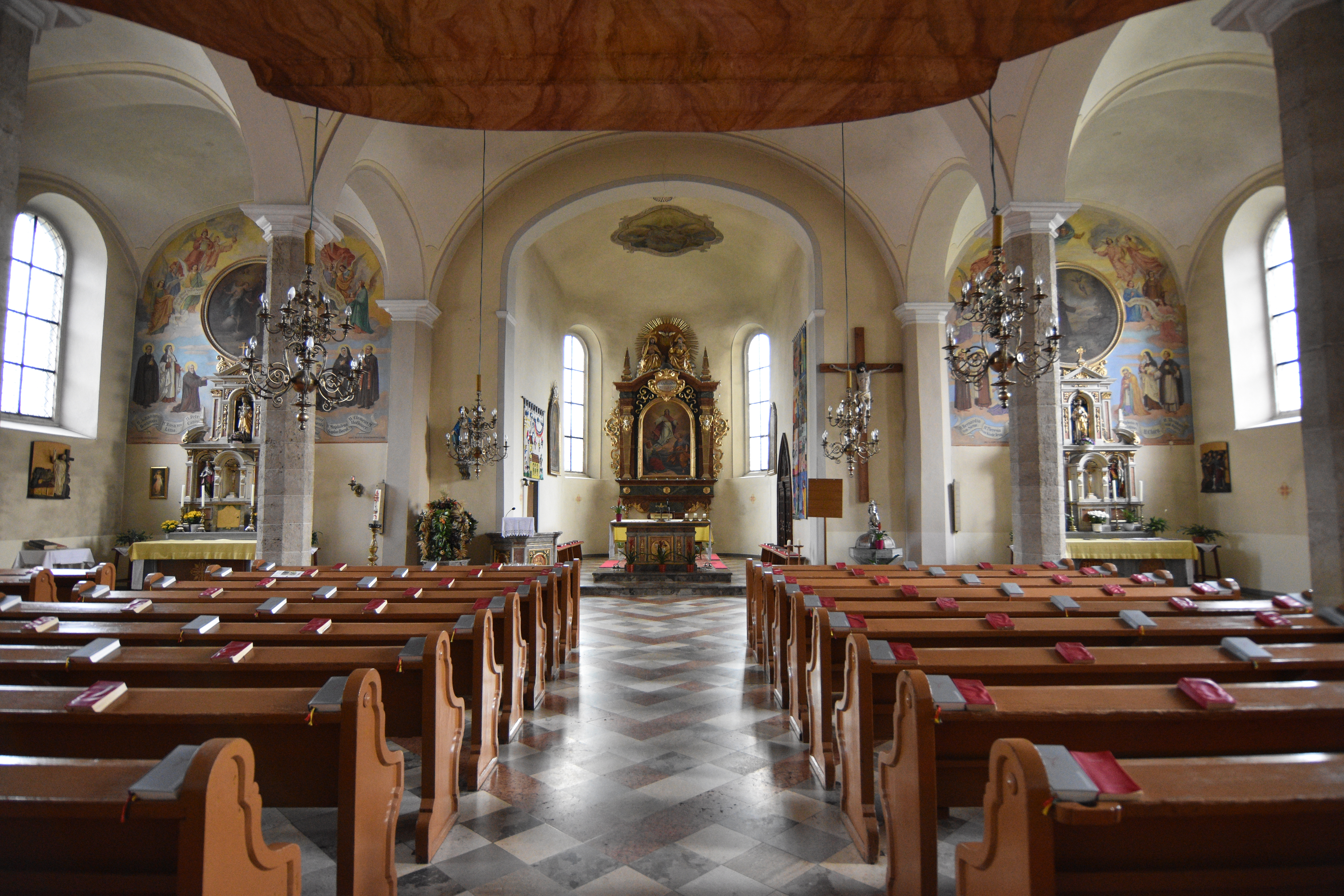
Innenansicht

Die Kirche wird von einer Kirchhofmauer mit zwei Durchlässen umgeben. Im Westen des Kirchenbaues steht, eingestellt in das westliche Joch des Mittelschiffes, der im Kern gotische Kirchturm mit Spitzhelm. Die südlich an den Chor angebaute Grabkapelle der Grafen von Saurau hat ein Glockendach mit Laterne und Zwiebelhelm. Vor dem Kircheneingang stehen zwei barocke und stark überarbeitete steinerne Statuen der Heiligen Katharina, dargestellt mit ihrem üblichen Attribut, dem Rad, sowie der Barbara, dargestellt mit dem Turm. Am oberen Ende der Kirchenstiege befinden sich ebenfalls zwei barocke und stark überarbeitete Steinstatuen, welche die Heiligen Petrus, dargestellt mit einem Schlüssel, sowie Paulus, dargestellt mit einem Schwert zeigen. An der Kirchenmauer findet man zwei Gedenksteine sowie einen Grabstein. Die Gedenksteine erinnern an die Pfarrer Wolfgang Prunner (gest. 1531) und Georg Haydn (gest. 1550) und zeigen deren Wappen. Der Grabstein des 1588 gestorbenen Vinzenz Sels trägt ein kleines Relief mit der Darstellung einer knienden Familie. Über dem Grabstein ist ein Relief angebracht das dem auferstandenen Jesus mit einer reformatorischen Inschrift. Etwas südlich der Kirche steht auf einem Steinmal aus dem Jahr 1970 eine barocke Steinfigur der Mater Dolorosa aus dem ersten Drittel des 18. Jahrhunderts. Ein im Jahr 1720 aufgestellter und 1964 restaurierter Nischenbildstock wird auch als Pestsäule bezeichnet und ist mit von Franz Weiss gemalten Fresken versehen. Die Figur im Bildstock stammt von Alfred Schlosser.
Das dreischiffige und vierjochige Langhaus wird von einem auf Achteckpfeilern ruhenden Platzlgewölbe überspannt und stammt in seiner heutigen Form aus dem Jahr 1877. Der im Kern gotische Chor mit Flachtonne hat einen Dreiachtelschluss. Im westlichen Teil des Langhauses befindet sich eine durch alle drei Kirchenschiffe verlaufende und im Mittelschiff vorkragende Empore. Nördlich des Chores befindet sich die im 17. Jahrhundert angebaute, barocke Sakristei. Südlich schließt die Grabkapelle der Grafen von Saurau an den Chor an. Diese ist klostergewölbt und steht über einer im Jahr 1861 angelegten Gruft der Adelsfamilie. Mitglieder der Familie wurden bereits zuvor in Ligist beigesetzt und man findet mehrere ihrer kupfernen und mit gestochenen Inschriften versehenen Sargplatten aus dem 17. bis 19. Jahrhundert.
Der Großteil der Inneneinrichtung stammt aus der Zeit um 1877 und 1925, während die Orgel im Jahr 1960 aufgestellt wurde. Das Bild am Hochaltar wurde 1925 von Ludwig von Kurz zum Thurn und Goldenstein gemalt. Die Bilder an den Seitenaltären zeigen die Heiligen Franz von Assisi und Katharina von Siena; sie malte 1894 A. Kraus. Die Wandmalereien über den Seitenaltären stammen von Franz Mikschowsky und wurden von ihm nach Entwürfen von Ludwig von Kurz zum Thurn und Goldenstein im Jahr 1929 gestaltet. Ein Bild, das den heiligen Josef mit dem Jesuskind zeigt, stammt aus dem zweiten Drittel des 18. Jahrhunderts. Der Kreuzaltar in der Grabkapelle datiert auf das Jahr 1652, während das Kruzifix aus dem 18. Jahrhundert stammt. In der Kirche findet man einige Grabsteine der Grafen von Saurau. Die Grabplatte des Ottho von Saurau stammt aus der ersten Hälfte des 14. Jahrhunderts und zeigt die Umrisszeichnungen eines Schildes sowie eines Topfhelmes. Der Wappenstein des 1520 verstorbenen Wolfgang von Saurau wurde aus Rotmarmor gefertigt, während die Reliefplatte des 1532 gestorbenen Erasmus von Saurau ihn in Rüstung zeigt. Ein im Jahr 1603 errichtetes großes marmornes Relief zeigt den 1592 verstorbenen Wolf von Saurau kniend, zusammen mit seiner Frau Elisabeth und fünf Kindern. Des Weiteren findet man den Wappenstein des 1648 verstorbenen Carl von Saurau sowie dessen Frau Susanna Catharina in der Kirche.